# Helmut Breitmeier
Helmut Breitmeier (* 1961) ist ein deutscher Politologe. Er ist Professor für Politikwissenschaft mit dem Schwerpunkt Internationale Beziehungen an der Universität Gießen.
Breitmeier wuchs in Mögglingen auf und legte 1980 sein Abitur am Rosenstein-Gymnasium Heubach in Heubach ab. Später studierte er Politikwissenschaft und Zeitgeschichte an der Eberhard Karls Universität Tübingen und der Universität Uppsala. Er schloss 1990 als Magister Artium ab und promovierte ab 1992 zum Thema Wie entstehen globale Umweltregime? Der Konfliktaustrag zum Schutz der Ozonschicht und des globalen Klimas – Erklärungsansätze aus den Denkschulen der Internationalen Beziehungen bei Volker Rittberger und Klaus Dieter Wolf. 2004 wurde er an der Technischen Universität Darmstadt habilitiert mit einer Habilitationsschrift zum Thema The Legitimacy of International Regimes: Findings from the International Regimes Database. Davor und danach hatte er verschiedene Vertretungsprofessuren inne und wurde 2013 schließlich auf einen Lehrstuhl für Internationale Beziehungen am Institut für Politikwissenschaft an die Justus-Liebig-Universität Gießen berufen.
Breitmeier beschäftigt sich unter anderem mit der Umwelt- und Klimapolitik in internationalen Abkommen und unterschiedlichen politischen Regimen.